# Marcello Durazzo (kardynał)
Marcello Durazzo (ur. w 1634 w Genui, zm. 27 kwietnia 1710 w Faenzy) – włoski kardynał.

## Życiorys
Urodził się w 1634 roku w Genui, jako syn Cesareego Durazzo i Giovanny Cervetto. Studiował na Uniwersytecie w Perugii, gdzie otrzymał doktorat utroque iure. Następnie został protonotariuszem apostolskim i referendarzem Trybunału Obojga Sygnatur. 4 maja 1671 roku został wybrany tytularnym arcybiskupem Chalkedonu, a wkrótce potem został nuncjuszem w Sabaudii i asystentem Tronu Papieskiego. W latach 1673–1685 był nuncjuszem w Portugalii, a w okresie 1685–1689 – w Hiszpanii. 2 września 1686 roku został kreowany kardynałem prezbiterem i otrzymał kościół tytularny Santa Prisca. Rok później został arcybiskupem ad personam Carpentras. W 1690 roku został przeniesiony do diecezji Ferrary, a rok później – Spoleto. W 1695 roku zrezygnował z zarządzania diecezją, a dwa lata później został arcybiskupem ad personam Faenzy. W latach 1701–1706 był legatem w Romandioli. Zmarł 27 kwietnia 1710 roku w Faenzy.